# 野兽 (2023年电影)
《野兽》（法語：La Bête）是2023年法国与加拿大合拍的科幻爱情片，以英国作家亨利·詹姆斯1903年小说《叢林中的野獸》为蓝本，由貝特朗·波尼洛执导，蕾雅·瑟杜、乔治·麦凯、古斯拉吉·马兰达和达莎·涅克拉索娃主演。电影于2023年9月3日在第80屆威尼斯影展首映，入選正式競賽單元並角逐金獅獎。定于2024年2月7日在法国上映，由Ad Vitam发行。

## 梗概
在未来的将来，人的七情六欲都能变成致命威胁。为了净化自己的DNA，主角加布丽艾儿用一台机器回到自己的过去，将所有带来强烈情感的记忆抹杀到一二干净。在此过程中，加布丽艾儿遇到路易斯，两人随即产生强烈的情感纽带，仿佛加布丽艾儿十分了解路易斯。影片剧情在三个不同时期中展开：1910年、2014年和2044年。

## 演员
- 蕾雅·瑟杜 饰 加布丽艾儿（Gabrielle）[1]
- 乔治·麦凯 饰 路易斯（Louis）[1]
- 古斯拉吉·马兰达（英语：Guslagie Malanda） 饰 玩具娃娃凯莉（Poupée Kelly）[1]
- 达莎·涅克拉索娃（英语：Dasha Nekrasova） 饰 达科塔（Dakota）[1]
- 马丁·斯卡利（Martin Scali）饰 乔治（Georges）[1]
- 埃琳娜·洛文索恩（英语：Elina Löwensohn） 饰 千里眼（Clairvoyant）[1]
- 玛塔·霍斯金斯（Marta Hoskins）饰 吉娜（Gina）[1]
- 朱莉娅·福尔（英语：Julia Faure） 饰 苏菲（Sophie）[1]
- 凯斯特·洛夫莱斯（Kester Lovelace）饰 汤姆（Tom）[1]
- 菲利西安·皮诺（Félicien Pinot）饰 奥古斯汀（Augustin）[1]
- 劳伦·拉考特（Laurent Lacotte）饰 建筑师（Architect）[1]
- 维罗妮卡·萨瓦斯卡（Weronika Szawarska）饰 维罗妮卡（Veronica）[10]
- 贾斯敏·范德芬特（Jasmine Van Deventer）[10]
- 札維耶·多藍（配音）[11]
- 本杰明·克罗蒂（Benjamin Crotty，配音）[11]
- 亚当·卡拉格（Adam Carage，配音）[11]
- 貝特朗·波尼洛（配音）[11]
- 道格拉斯·兰德（Douglas Rand，配音）[11]

## 制作

### 开发
2021年1月20日，法国杂志《顽固派》表示德法公共电视台已向貝特朗·波尼洛的下一部电影、科幻剧情片《野兽》拨款，电影将由加斯帕德·尤利尔和蕾雅·瑟杜主演。电影由法国公羊影业（Les Films du Bélier）、德法公共电视台、My New Picture，以及加拿大的Sons of Manual共同制作。贝洛尼和贾斯汀·陶兰德担任执行制片人，札維耶·多藍和南茜·格兰特担任联合制片人。为了生活负责电影在法国的发行工作，海外发行则由Kinology负责。
贝洛尼于2017年启动编剧工作，当时他有意将加斯帕德·尤利尔和蕾雅·瑟杜选为主演，此前两名演员与他在2014年电影《巴黎聖羅蘭》中有过合作。电影剧本以英国作家亨利·詹姆斯1903年小说《丛林中的野兽》为蓝本，纪尧姆·布罗和本杰明·查比特协助编剧。片中男主角路易斯在2014年是非自願單身，这个角色取材自2014年伊斯拉維斯塔槍擊事件，案件主犯埃利奥特·罗杰在YouTube上传了一段厌女宣言，随后在加利福尼亞大學聖巴巴拉分校附近发动持枪袭击，造成6人死亡、14人受伤。
受2019冠状病毒病疫情影响，原计划2022年4月启动的拍摄工作需要推迟。与此期间，贝洛尼改为执导2022年上映的《昏迷》，该片由加斯帕德·尤利尔主角。后来尤利尔在2022年1月19日因滑雪事故意外丧生，《野兽》的拍摄工作再次延期，而《昏迷》就成了尤利尔生前的最后一部电影。尤利尔去世后，贝洛尼向《综艺》表示自己会选择非法语演员来顶替尤利尔的位置。贝洛尼最终决定选用英国或美国的演员，避免外界拿这位演员和尤利尔作比较，
2022年5月16日，《综艺》杂志表示英国演员乔治·麦凯获选为男主角。消息指贝洛尼是通过一位美国的选角导演找到麦凯，而麦凯是贝洛尼见过的最后一个主角人选，在伦敦试过几次镜后就入选。贝洛尼表示经过两到三分钟的试镜，麦凯很明显就是主角的合适人选。消息指电影将以法语和英语双语制作，2022年8月起在法国巴黎及美国加州拍摄。贝洛尼表示，麦凯加盟后，他对剧本唯一的修改，是将1910年部分的对白改成一半法语、一半英语。Deadline称乔治·麦凯为了本片学习法语，而影片的拍摄工作则在10月底继续。

### 拍摄
主体拍摄于2022年8月22日在法国启动。剧组曾在未经批准的情况下，在洛杉矶拍摄了几晚。拍摄工作于同年10月结束。

## 发行
在被戛纳电影节拒绝后，电影于2023年9月3日在第80屆威尼斯影展全球首映礼，首映版本中的片尾演职员表改为二维码，观众扫描就可以看到演职员表视频。北美首映礼于第48屆多伦多国际电影节举行。电影还获邀到第28届釜山国际电影节和第68届巴利亚多利德国际电影节展映。
电影原计划于2023年11月8日由为了生活在法国院线发行，其后推迟至2024年2月7日。

## 反响

### 专业评价
根据評論匯總网站爛番茄汇总的139篇评论文章，86%的评论家给予该作正面评价，平均打分为7.6分（满分10分）。该网站总结的评论家共识是“《野兽》利用其科幻题材的虚荣心，以令人满意的时尚方式来探索有趣的主题，虽然累赘，但效果很好”。 在Metacritic上，根據35位影評人給予80分（滿分100分），這部電影獲得了「普遍好評」。

### 获奖与提名
| 大奖                   | 颁奖日期       | 奖项                   | 获得者        | 结果 | 参考   |
| ---------------------- | -------------- | ---------------------- | ------------- | ---- | ------ |
| 威尼斯电影节           | 2023年9月9日   | 金獅獎                 | 貝特朗·波尼洛 | 提名 | [ 9 ]  |
| 巴利亚多利德国际电影节 | 2023年10月28日 | 金钉子（Golden Spike） | 《野兽》      | 提名 | [ 35 ] |
| 巴利亚多利德国际电影节 | 2023年10月28日 | 最佳女演员             | 蕾雅·瑟杜     | 獲獎 | [ 36 ] |